# Natisone
Der Natisone, slowenisch Nadiža, furlanisch Nadison (lateinisch Natiso), ist ein 55 km langer – und wichtigster – Nebenfluss des Torre. Der Natisone verläuft in Slowenien und Italien. Er mündet von links in den Torre, dieser von rechts in den Isonzo (Soča) kurz bevor dieser in die Adria läuft.
Der Natisone entsteht an der italienisch-slowenischen Grenze durch den Zusammenfluss der zwei Quellflüsse Rio Bianco (slow. Bela Nadiža), der aus dem Gemeindegebiet Taipana kommt, und Rio Nero (Črni potok) dem Grenzfluss, auf 415 m. Danach fließt er zunächst ein kurzes Stück durch die slowenische Gemeinde Kobarid und durchquert dann die italienischen Gemeinden Pulfero, San Pietro al Natisone, Cividale del Friuli, Premariacco, Manzano  und San Giovanni al Natisone.
Im Gemeindegebiet von Trivignano Udinese mündet er schließlich in den Torre.
Es ist bekannt, dass der Wasserstand des Natisone durch Regenwasser rasch steigen kann. Er fließt mitunter durch Schluchten.

## Hochwasser Mai 2024
Am 31. Mai 2024 stieg – nach starkem Regenfall seit den Morgenstunden – der Wasserstand rasch an. Im Ort Premariacco wurden drei junge Menschen (w20, w23, m25), die sich ins flache Flussbett gewagt hatten, vom schnell steigenden Wasserstand überrascht. Um 13.30 setzte eine der Frauen noch einen Notruf ab. Die drei stützten einander umarmend und wurden schließlich von den Fluten mitgerissen. Rettungskräfte hatten zuvor noch versucht, ihnen Seile zuzuwerfen, keiner der drei konnte sich daran festhalten. Eine Suchaktion auch mit einem Helikopter blieb erfolglos. Am 2. Juni wurden die zwei Frauen an einer Brücke tot aufgefunden, die Leiche des Mannes am 23. Juni.